# Hendrik I van Bourgondië
Hendrik I (946 - 15 oktober 1002), genaamd de Grote, was graaf van Nevers en hertog van Bourgondië van 965 tot zijn dood. Hij is ook bekend onder de naam Odo-Henrik of Otto-Henrik (in het Frans: Eudes-Henri).
Hij was een jongste zoon van Hugo de Grote, graaf van Parijs en Hedwig van Saksen en dus de jongere broer van koning Hugo Capet. Bij de geboorte kreeg hij de naam Eudes en was voorbestemd voor een kerkelijk ambt. Hij was een geestelijke op het moment van de dood van zijn broer Otto van Bourgondië, op 22 februari 965. Hij werd door de Bourgondische graven gekozen om zijn broer op te volgen en zij gaven hem de naam Hendrik.
In 972 trouwde hij met Gerberga van Mâcon, de weduwe van Adelbert I van Ivrea, die gevlucht was naar Autun. Via Gerberga had hij een stiefzoon genaamd Otto Willem. Hij huwde een tweede keer met Gersenda, dochter van Willem II van Gascogne. Zelf had hij geen zonen en hij werd opgevolgd door zijn stiefzoon, Otto Willem. Na zijn dood brak er een korte successieoorlog uit tussen de aanhangers van Otto Willem en die van Robert II van Frankrijk, dit leidde tot de opsplitsing van Bourgondië in het Vrijgraafschap Bourgondië en het Hertogdom Bourgondië in 1004.

## Sint-Lazaruskerk in Avallon
In jaar 1000 schonk Hendrik een reliek van de heilige Lazarus aan de Onze-Lieve-Vrouw kerk in Avallon.

## Voorouders
| Voorouders van Hendrik I van Bourgondië | Voorouders van Hendrik I van Bourgondië                                | Voorouders van Hendrik I van Bourgondië                                | Voorouders van Hendrik I van Bourgondië                                | Voorouders van Hendrik I van Bourgondië                                | Voorouders van Hendrik I van Bourgondië                               | Voorouders van Hendrik I van Bourgondië                               | Voorouders van Hendrik I van Bourgondië                               | Voorouders van Hendrik I van Bourgondië                               |
| --------------------------------------- | ---------------------------------------------------------------------- | ---------------------------------------------------------------------- | ---------------------------------------------------------------------- | ---------------------------------------------------------------------- | --------------------------------------------------------------------- | --------------------------------------------------------------------- | --------------------------------------------------------------------- | --------------------------------------------------------------------- |
| Overgrootouders                         | Robert IV de Sterke (820-866) ∞ Adelheid van Tours (-866)              | Robert IV de Sterke (820-866) ∞ Adelheid van Tours (-866)              | Herbert I van Vermandois (850-907) ∞ Bertha van Morvois (862-907)      | Herbert I van Vermandois (850-907) ∞ Bertha van Morvois (862-907)      | Otto I van Saksen (850–912) ∞ Hedwig van Babenberg (956-1003)         | Otto I van Saksen (850–912) ∞ Hedwig van Babenberg (956-1003)         | Diederik (-) ∞ca. 890 Reginhilde (ca. 870-?)                          | Diederik (-) ∞ca. 890 Reginhilde (ca. 870-?)                          |
| Grootouders                             | Robert van Bourgondië (866-923) ∞ 895 Beatrix van Vermandois (880-931) | Robert van Bourgondië (866-923) ∞ 895 Beatrix van Vermandois (880-931) | Robert van Bourgondië (866-923) ∞ 895 Beatrix van Vermandois (880-931) | Robert van Bourgondië (866-923) ∞ 895 Beatrix van Vermandois (880-931) | Hendrik de Vogelaar (876-936) ∞ 909 Mathilde van Ringelheim (895-968) | Hendrik de Vogelaar (876-936) ∞ 909 Mathilde van Ringelheim (895-968) | Hendrik de Vogelaar (876-936) ∞ 909 Mathilde van Ringelheim (895-968) | Hendrik de Vogelaar (876-936) ∞ 909 Mathilde van Ringelheim (895-968) |
| Ouders                                  | Hugo de Grote (897-956) ∞ 938 Hedwig van Saksen (914-965)              | Hugo de Grote (897-956) ∞ 938 Hedwig van Saksen (914-965)              | Hugo de Grote (897-956) ∞ 938 Hedwig van Saksen (914-965)              | Hugo de Grote (897-956) ∞ 938 Hedwig van Saksen (914-965)              | Hugo de Grote (897-956) ∞ 938 Hedwig van Saksen (914-965)             | Hugo de Grote (897-956) ∞ 938 Hedwig van Saksen (914-965)             | Hugo de Grote (897-956) ∞ 938 Hedwig van Saksen (914-965)             | Hugo de Grote (897-956) ∞ 938 Hedwig van Saksen (914-965)             |